# بابا فغاني
بابا فغاني (ت. 925 هـ) هو أديب وشاعر ، من أهل شيراز.
هو بابا فغاني الشيرازي، المشهور بأبي الشعراء، المتلقّب في شعره بسكاكي. ولد بشيراز ثم انتقل إلى تبريز و تقرب فيها من السلطان يعقوب بن اوزون حسن آق قوينلو. وبعد وفاة السلطان يعقوب انتقل إلى خراسان ، وقيل هراة وذلك في عهد السلطان إسماعيل الصفوي الأول ، استقر بعدها في مدينة ابيورد ، و كان يمدح حاكمها ثم السلطان بايقرا. توفي بخراسان سنة 925 هـ.